# 'Allo 'Allo!
’Allo ’Allo! var en britisk sitcom som blev vist på BBC1 i perioden 1982 til 1992. Den er i Danmark også blevet vist på tv mange gange, senest på TV 2 Charlie. Idéen bag serien var ikke at gøre nar af 2. verdenskrig, men snarere at parodiere andre TV-serier som omhandlede krigen, specielt en britisk TV-serie kaldet Secret Army. 
Serien handler om livet i den lille tyskbesatte franske by Nouvion under Anden Verdenskrig. René Artois (Gorden Kaye) og hans kone Edith (Carmen Silvera) driver sammen en café sammen med de to servitricer Yvette Carte-Blanche (Vicki Michelle) og Maria Recamier (Francesca Gonshaw), som René konstant er utro med. Den tyske oberst Kurt von Strohm (Richard Marner) og hans kaptajn Hans Geering (Sam Kelly) er stamgæster på cafeen og til gengæld for en lejlighedsvis hyggelig stund med Renés servitricer, forsyner de ham med forsyninger. Caféen fungerer også som samlingssted for den franske modstandsbevægelse, og i løbet af serien er René tvunget til at gemme to nedskudte britiske RAF-piloter, der på forskellig opfindsom vis forsøges smuglet tilbage til England.
I 2018 blev en rekvisit, maleriet The Fallen Madonna (with the Big Boobies), solgt for 15.000 pund (ca. 126.000 danske kroner).

## Medvirkende
- Gorden Kaye – René Artois, caféejer
- Carmen Silvera – Edith Artois, Renés hustru
- Vicki Michelle – Yvette Carte-Blanche, servitrice og Renés elskerinde
- Francesca Gonshaw – Maria Recamier, servitrice og Renés elskerinde
- Sue Hodge – Mimi Labong, Marias afløser som servitrice og elskerinde
- Richard Marner – Kurt von Strohm, tysk oberst
- Sam Kelly – Hans Geering, tysk kaptajn
- Kim Hartmann – Helga Geerhart, tysk konstabel
- Guy Siner – Hubert Gruber, tysk løjtnant (forelsket i René)
- Kirsten Cooke – Michelle Dubois, lokal leder af modstandsbevægelsen
- Richard Gibson – Herr Otto Flick, Gestapo-repræsentant
- Rose Hill – Madame Fanny, Ediths mor
- Jack Haig – Roger Leclerc, forfalsker
- Kenneth Connor – Monsieur Alfonse, bedemand
- Arthur Bostrom - Officer Crabtree, britisk spion som udgiver sig for at være politimand
- John Louis Mansi – Engelbert von Smallhausen, herr Flicks assistent
- Gavin Richards og Roger Kitter – Alberto Bertorelli, italiensk kaptajn
- Hilary Minster – Erich von Klinkerhoffen, tysk generalmajor
- Ken Morley – Leopold von Flockenstuffen, tysk general
- John D. Collins – Fairfax, britisk RAF-pilot
- Nicholas Frankau – Carstairs, britisk RAF-pilot

## Produktion
Serien er filmet i Norfolk, en del ved Lynford Hall.